# 해협산
해협산(海峽山)은 대한민국 경기도 광주시에 있는 높이 531m의 산이다.

## 같이 보기
- 한국의 산